# L'Eau rouge
Albums de The Young Gods
The Young Gods
(1987) The Young Gods Play Kurt Weill
(1991)
Singles
1. Longue route
Sortie : Mars 1990

L'Eau rouge est le deuxième album studio du groupe suisse, The Young Gods. Il est sorti en 1989 sur le label belge Play It Again Sam et fut produit par Roli Mosimann (premier batteur du groupe Swans).

## L'album
Il est le premier album avec le nouveau batteur, Use Hiestand.
Il s'ouvre sur un titre de huit minutes joué sur trois temps, La Fille de la mort. Le chanteur Franz Treichler utilise sa voix comme instrument sur le titre Crier les chiens, technique cris d'oiseaux qui sera repris par les groupes de black metal.
L’album prend la 1re place des albums de l'année 1989 du magazine Tip en Allemagne et la 7e du classement des albums du Melody Maker en Grande-Bretagne. Il fait partie des 1001 Albums You Must Hear Before You Die (les 1001 albums qu'il vous faut écouter avant de mourir).
Il se classa à la 3e place du UK Indie Chart.

### Liste des titres
Tous les titres sont crédités au nom du groupe.
1. La Fille de la mort - 7:58
2. Rue des Tempêtes - 2:51
3. L'Eau rouge - 4:20
4. Charlotte - 2:01
5. Longue Route - 3:41
6. Crier les chiens - 3:15
7. Ville nôtre - 4:07
8. Les Enfants - 5:33

### Titres bonus (réédition de 1995)
1. L'Amourir - 4:18
2. Pas mal - 2:46

### Musiciens
- Cesare Pizzi (sous le pseudonyme : Ces Dross) : claviers, voix
- Use Hiestand (sous le pseudonyme : Use Drums) : batterie
- Franz Treichler (sous le pseudonyme : Franz Muze) : voix

### Musiciens additionnels
- Michele Amar : programmation